# Georges Mandel

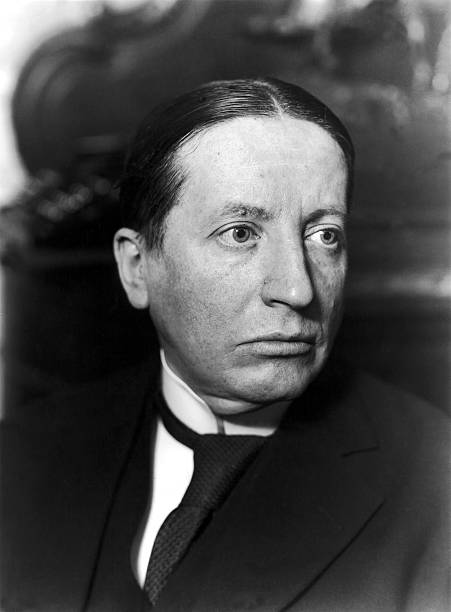
Georges Mandel

Georges Mandel – geboren als Louis Georges Rothschild – (* 5. Juni 1885 in Chatou, Département Yvelines; † 7. Juli 1944 im Wald von Fontainebleau) war ein französischer Journalist und Politiker der Dritten Republik. Während des Zweiten Weltkriegs lässt er sich der Résistance zurechnen.

## Leben
Louis Georges Rothschild war der Sohn eines wohlhabenden Schneiders; verwandtschaftliche Verhältnisse der jüdischen Familie zu der Bankiersdynastie Rothschild bestanden nicht. Um die französische Staatsbürgerschaft zu bewahren, war die Familie 1871 aus dem vom Deutschen Kaiserreich annektierten Elsass nach Frankreich ausgewandert. Als Kind besuchte Mandel das Lycée Condorcet, eine Eliteschule in Paris, und feierte seine Bar Mitzwa in der Großen Synagoge. Ab 1902 arbeitete Mandel als Journalist für die von Émile Zola und Georges Clemenceau publizierte Tageszeitung L’Aurore, die zur Verteidigung von Alfred Dreyfus Zolas Artikel J’accuse veröffentlicht hatte und damit einen entscheidenden Einfluss in der Dreyfus-Affäre genommen hatte. Clemenceau übernahm von 1906 bis 1909 das Amt des Innenministers und wenig später auch das des Regierungschefs. Mandel folgte seinem Förderer in die Politik und wurde dessen Privatsekretär. Während des Ersten Weltkriegs war Clemenceau erneut Premierminister (1917 bis 1920) und Mandel war als Kabinettschef einer seiner engsten Vertrauten, der ihm dabei half, Presse und Gewerkschaften zu kontrollieren.
1919 zog Mandel als Abgeordneter des Départements Gironde in die Abgeordnetenkammer ein und gehörte der Mitte-rechts-Koalition des bloc national an. Er verlor sein Mandat nach den Wahlen von 1924 wieder und kehrte 1928 für den Wahlkreis Lesparre als Parteiloser in das Parlament zurück. Sein Abgeordnetenmandat behielt Mandel bis 1940.

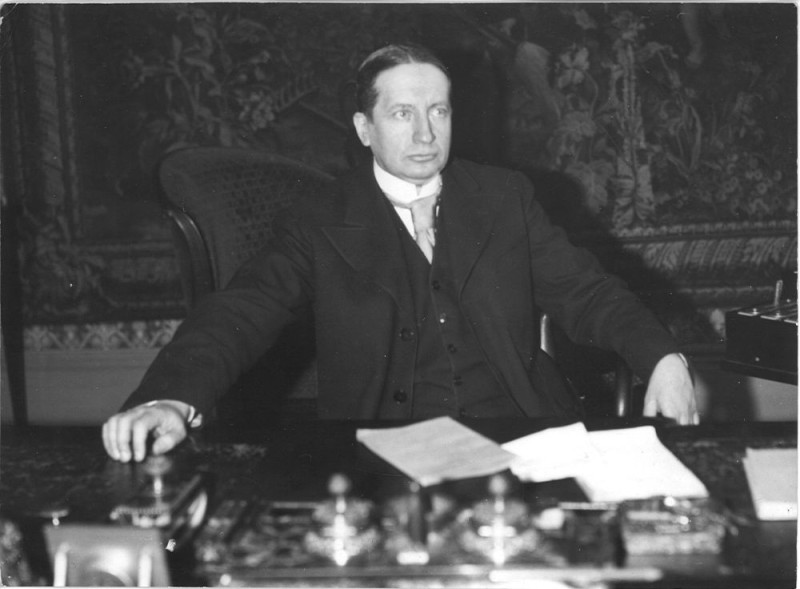
Mandel als Minister (1934)

Von 1934 bis 1936 bekleidete Mandel als Postminister (Ministre des Postes, télégraphes et téléphones – PTT) sein erstes Regierungsamt. Er förderte die Modernisierung des Fernmeldewesens und unter seiner Schirmherrschaft wurde am 26. April 1935 die erste französische Fernsehübertragung ausgestrahlt. In der Regierung von Albert Sarraut war Mandel kurzzeitig Hochkommissar für Elsass-Lothringen. Während der 1930er Jahre warnte Mandel beharrlich vor den Gefahren des deutschen Nationalsozialismus und sprach sich im Dezember 1935 öffentlich gegen den Hoare-Laval-Pakt zur Beendigung des Abessinienkriegs aus. Damit spielte Mandel in Frankreich die gleiche Rolle, wie sie Winston Churchill in Großbritannien einnahm, der vergeblich vor Hitler-Deutschland warnte. Als Kolonialminister (Ministre des Colonies) kehrte Mandel am 10. April 1938 in die Regierung Édouard Daladiers zurück. Gegenüber dem expansionistischen Deutschen Reich forderte er einen harten Kurs und lehnte die Appeasement-Politik der Westmächte ab. Trotz ideologischer Vorbehalte befürwortete Mandel eine Militärallianz mit der kommunistischen Sowjetunion als Gegengewicht zu den Achsenmächten.

### Zweiter Weltkrieg
Nach Ausbruch des Zweiten Weltkriegs im September 1939 forderte Mandel ein offensives Vorgehen der französischen Streitkräfte, weshalb ihn die Politische Rechte – unter Hinweis auf seine jüdische Herkunft – der Kriegstreiberei beschuldigte. Andererseits wurde seine jüdische Herkunft auch für den Vorwurf benutzt, er sei Pazifist.
Nach dem deutschen Angriff in Westeuropa bildete der bedrängte Premierminister Paul Reynaud seine Regierung um und ernannte Mandel am 18. Mai 1940 zum neuen Innenminister. Aufgrund der sich abzeichnenden militärischen Niederlage Frankreichs plädierten einige Minister um Philippe Pétain für den umgehenden Abschluss eines Waffenstillstands, während Reynaud und Mandel den Widerstand gegen das Deutsche Reich fortsetzen wollten. Notfalls müsse die französische Regierung in das Kolonialreich ausweichen, um von dort mit britischer Unterstützung den Kampf weiterzuführen. Mit dem Rücktritt Reynauds und der Regierungsübernahme Pétains am 16. Juni 1940 verlor Mandel sein Ministeramt. Am gleichen Tag unterbreitete ihm Edward Spears, Churchills Verbindungsoffizier, das Angebot, gemeinsam mit Charles de Gaulle nach London zu fliegen, was Mandel ablehnte: „Sie sorgen sich um mich, weil ich Jude bin. Gerade weil ich Jude bin, werde ich morgen nicht mit Ihnen gehen; es würde aussehen, als ob ich ängstlich wäre, als ob ich davonlaufen würde.“ Nachdem Pétain das Deutsche Reich am 17. Juni um Waffenstillstandsverhandlungen ersucht hatte, versuchte Mandel, den Staatspräsidenten, die Präsidenten der Abgeordnetenkammer und des Senats sowie möglichst viele Parlamentarier davon zu überzeugen, nach Französisch-Nordafrika auszuweichen und von dort den Krieg weiterzuführen. Dem Aufruf Mandels folgten lediglich 27 Parlamentarier, die sich am 21. Juni an Bord der Massilia einfanden und von Bordeaux nach Nordafrika ausgeschifft wurden.
Marschall Pétain und Pierre Laval beendeten mit der Verfassungsreform vom 10. Juli 1940 die Dritte Republik und etablierten das reaktionäre Vichy-Regime. Den exilierten Parlamentariern warf das Regime Landesverrat vor und auf Befehl Lavals wurde Mandel am 8. August 1940 in Französisch-Marokko verhaftet. Anschließend inhaftierte man ihn gemeinsam mit weiteren politischen Gefangenen im Schloss Chazeron (Département Puy-de-Dôme). Mit Daladier, Reynaud und Maurice Gamelin wurde Mandel im Prozess von Riom zu lebenslanger Haft verurteilt. Winston Churchill, der Mandel als den ersten Widerstandskämpfer bezeichnete und ihn möglicherweise als Repräsentanten des Freien Frankreich gegenüber de Gaulle vorgezogen hätte, bemühte sich vergeblich um eine Rettung. Nach Besetzung der Südzone (Unternehmen Anton) durch die deutsche Wehrmacht wurden Mandel und Reynaud im November 1942 der Gestapo übergeben. Die Deutschen internierten ihn im KZ Sachsenhausen, später mit Léon Blum im KZ Buchenwald. Er war dort im SS-Falkenhof inhaftiert.

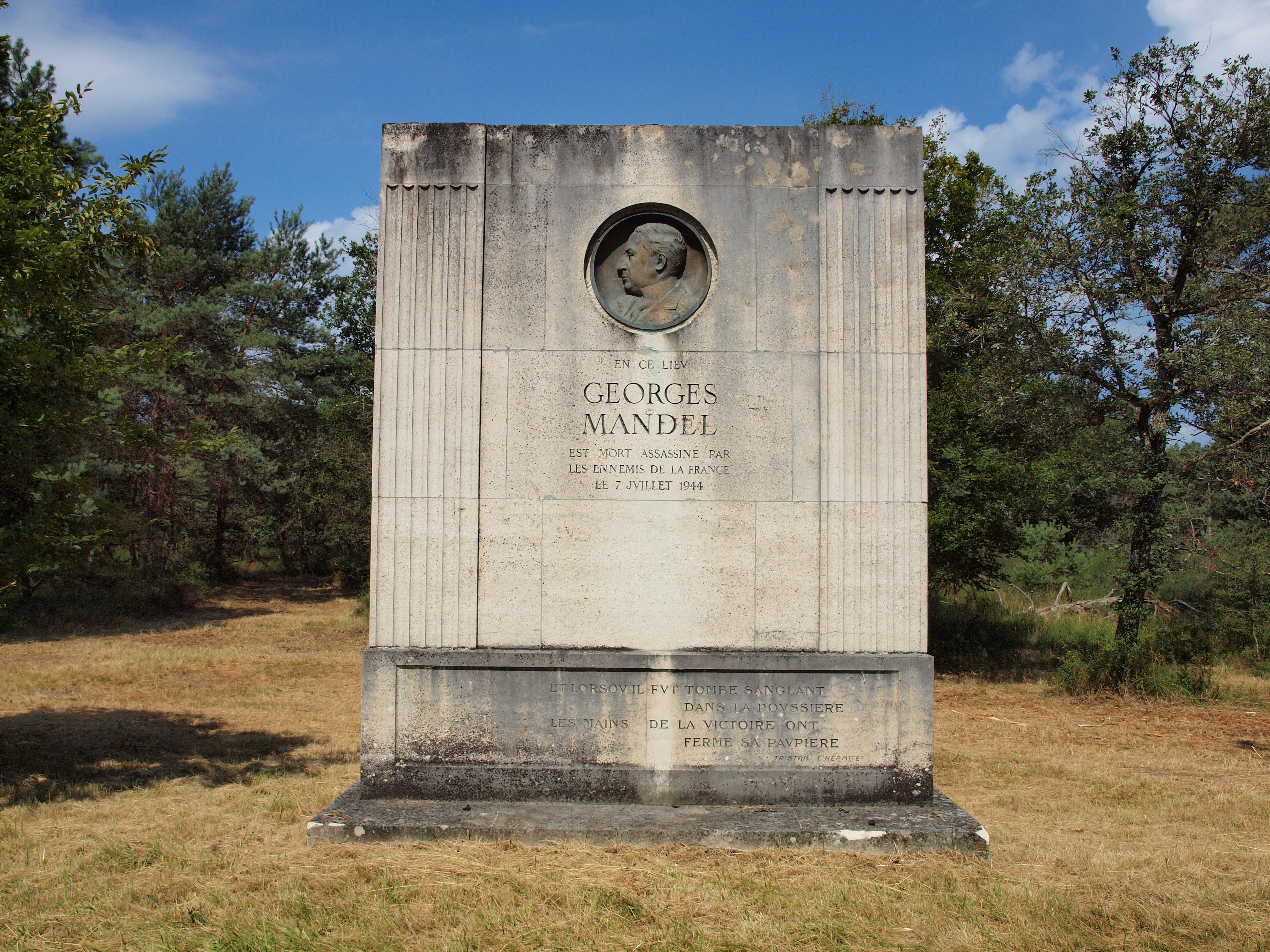
Erinnerungs-Mahnmal Fontainebleau

Am 4. Juli 1944 lieferte man Mandel nach Frankreich aus und er geriet in den Gewahrsam der paramilitärischen Milice française unter der Führung von Joseph Darnand. Drei Tage später wurde er in den Wald von Fontainebleau verschleppt und dort ermordet. Die Tat war eine Repressalie für den Mord der Résistance an dem Propagandaminister des Vichy-Regimes, Philippe Henriot.
Georges Mandel wurde auf dem Cimetière de Passy beigesetzt. In der Nähe der Stätte seiner Ermordung entlang der Straße N7, die Fontainebleau mit Nemours verbindet, erinnert ein Mahnmal an ihn.